# 横手神明社
横手神明社（よこてしんめいしゃ）は、秋田県横手市神明町にある神社である。旧社格は郷社。

## 由緒
社伝では、日本武尊が東征するに際し、上総国（千葉県）より随従した者が当地方に滞留して社殿を建立したとしている。
享保元年（1716年）、当時横手町の富豪として知られた大沼津右衛門、金子吉右衛門、泉兵右衛門らが横手城下町と横手前郷村の境にあたる前郷村大乗院塚に社殿を建立し、外町（町人地）の鎮守とした。横手を訪れた江戸時代の旅行家菅江真澄も『月の出羽路』において当時の横手町の町屋が前郷集落まで続いているようすを伝えている。町人の信仰篤い神社で、石灯籠など多くの寄進があり、境内には華道をたしなむ人たちによる「花塚」の石碑もある。
明治6年（1873年）郷社に列し、明治13年（1880年）2月、大乗院塚から現在地の神明町に移転した。長い年月によって多くの神社と合祀した結果、境内には小祠が軒を連ねている。社宝の「銅錫杖頭」は国の重要文化財に指定されている。
本殿には菅原道真公も祀られていることから、平成31年（2019年）より鷽替えまつりを開催。

## 祭神
- 天照大神
- 豊受姫大神
- 猿田彦神
- 須佐之男神
- 菅原大神

## 祭事
- 5月4日：例大祭、朝日舞、浦安舞、舞楽[4]
- 5月5日：出御祭、神輿渡御、還御祭、舞楽[4]

## 境内外社
- 木匠神社
- 古峯神社
- 稲荷神社

## 文化財

### 重要文化財（国指定）
- 銅錫杖頭（どう しゃくじょうとう） 正元元年銘（1259年）[5]

## 交通

### 鉄道
- JR東日本 奥羽本線 横手駅より930メートル

### バス
- バス停「神明町」
  - 羽後交通

### その他
- 駐車場 : 有り